# Азело
Азело́ (фр. Azelot) — коммуна во французском департаменте Мёрт и Мозель, региона Лотарингия. Относится к  кантону Сен-Николя-де-Пор.

## География
Азело расположен в 13 км к югу от Нанси. Соседние коммуны: Бюртекур-о-Шен на юге, Манонкур-ан-Вермуа на северо-востоке, Люпкур на севере.

## Демография
Население коммуны на 2010 год составляло 416 человек.
| 1962 | 1968 | 1975 | 1982 | 1990 | 1999 | 2010 |
| ---- | ---- | ---- | ---- | ---- | ---- | ---- |
| 107  | 115  | 165  | 353  | 342  | 360  | 416  |

## Транспорт
Рядом с Азело находится небольшой аэродром Нанси-Азело. 